# Igor Merino
Igor Merino Cortázar (Balmaseda, 16 oktober 1990) is een Spaans wielrenner die anno 2018 rijdt voor Burgos-BH. Zijn jongere zus Eider is ook wielrenner.

## Carrière
In 2011 werd Merino, achter Mario González, tweede op het nationale kampioenschap tijdrijden voor beloften. Drie jaar eerder was hem dat bij de junioren ook al gelukt, toen achter Jesús Herrada.
Als eliterenner werd Merino in 2013 zestiende op het nationale kampioenschap tijdrijden, waar winnaar Jonathan Castroviejo bijna vijf minuten sneller was. Een jaar later werd hij dertiende, weer een jaar later elfde. Daarnaast werd hij in 2015 vierde in de tijdrit in de Tour des Pays de Savoie, die werd gewonnen door Sam Oomen. In 2017 werd hij onder meer negende in de Classica da Arrábida en zestiende in het eindklassement van de Ronde van Asturië. In september van dat jaar werd hij vierde in de Ronde van de Jura. Doordat zijn ploeg in 2018 een stap hogerop deed, werd Merino dat jaar prof.

## Doping
In zijn eerste seizoen als prof werd Merino bij een out-of-competition-test betrapt op het gebruik van doping. Hij testte op 13 juni 2018 positief op het groeihormoon GHRP. Dit was ruim een week voor de Spaanse kampioenschappen. Zijn werkgever Burgos-BH heeft Merino onmiddellijk uit het team verwijderd.

## Ploegen
- 2012 –  Orbea Continental
- 2013 –  Euskadi
- 2014 –  Burgos-BH
- 2015 –  Burgos BH
- 2016 –  Burgos BH
- 2017 –  Burgos BH
- 2018 –  Burgos-BH

Aberasturi · Bagües · Barbero · Bizkarra · Blázquez · Etxebarria · Fraile · Merino · Orbe · Zabalo · Zuazubiskar
Aristi · Bagües · Barbero · Bizkarra · Iparragirre · Iturria · Larrinaga · Merino · Orbe · Zuazubiskar · Chetout (stagiair) · Etxeberria (stagiair)
Buru · Cubero · del Pino · López · Martín · Merino · Riutort · Robredo · Salas · Solé · Torres
Belda · Castrillo · Cubero · Jiménez · Jurado · Linares · López · Merino · Quiroz · Robredo · Rojo · Ruiz · Salas · Torres
Cabedo · Cubero · Ezquerra · González · Herklotz · Langellotti · López · Mamykin · Mendes · Merino · Mitri · Robredo · Rubio · Salas · Sessler · Simón · Torres